# Monumentshügel
Koordinaten: 51° 14′ 43″ N, 14° 50′ 53″ O
Das Naturschutzgebiet Monumentshügel liegt im Landkreis Görlitz in Sachsen. Es erstreckt sich nördlich von Wiesa, einem Ortsteil der Gemeinde Kodersdorf, und südöstlich von Jänkendorf, einem Ortsteil der Gemeinde Waldhufen. Östlich des Gebietes verläuft die B 115, südlich die Kreisstraße K 8456 und die A 4 und westlich die S 122. Südwestlich liegen die aus zwölf Einzelteichen bestehenden Ullersdorfer Teiche.

## Bedeutung
Das rund 34,6 ha große Gebiet mit der NSG-Nr. D 17 wurde im Jahr 1967 unter Naturschutz gestellt.